# Аелли
Аелли (итал. Aielli) — коммуна в Италии, располагается в регионе Абруццо, в провинции Л’Акуила.
Население составляет 1468 человек (2008 г.), плотность населения составляет 42 чел./км². Занимает площадь 35 км². Почтовый индекс — 67041. Телефонный код — 0863.
Покровительницей коммуны почитается Пресвятая Богородица, празднование 7 июля.

## Демография
Динамика населения:

## Администрация коммуны
- Официальный сайт: http://www.comunediaielli.it